# Acoliet

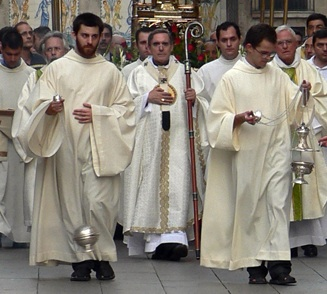
Acoliet in Barcelona. Achter, kardinaal Lluís Martínez Sistach.

Het woord acoliet wordt in het dagelijks taalgebruik met verschillende betekenissen gebruikt:
- Tot 1972 was een acoliet een wijding, de hoogste van de vier lagere wijdingen, die aan het subdiaconaat in de Rooms-Katholieke Kerk voorafgingen. Hierna zijn de lagere wijdingen in het grootste deel van de katholieke Kerk afgeschaft. Sindsdien is het een dienst; (ook wel: aanstelling) die mannen desgewenst kunnen ontvangen. Sinds januari 2021 kunnen ook vrouwelijke misdienaars deze aanstelling ontvangen.[1] Men noemt deze acoliet ook wel acoliet met een vaste aanstelling (tot de bediening). Deze aanstelling ontvangt men van de bisschop.
- (meest gebruikelijk:) een oudere (16+) misdienaar. Ook wel: acoliet met een tijdelijke aanstelling (tot vervulling van taken bij liturgische handelingen) genaamd. Deze aanstelling ontvangt men van de voorganger. Een hoofdacoliet wordt hierbij vaak ceremoniarius genoemd. Binnen de tridentijnse mis zijn acoliet 1 en acoliet 2 functies die belast zijn met de standaard misdienaartaken.
- (figuurlijke betekenis:) volgeling, aanhanger